# مورين ستيوارت
مورين ستيوارت (بالإسبانية: Maureen Stewart)‏ هي منافسة ألعاب القوى كوستاريكية، ولدت في 30 مارس 1966.

## وصلات خارجية
- مورين ستيوارت على موقع الاتحاد الدولي لألعاب القوى (الإنجليزية)
- مورين ستيوارت على موقع اللجنة الأولمبية الدولية (الإنجليزية)
- مورين ستيوارت على موقع أوليمبيديا (الإنجليزية)